# La Marolle-en-Sologne
La Marolle-en-Sologne és un municipi francès, situat al departament del Loir i Cher i a la regió de Centre – Vall del Loira. L'any 2007 tenia 384 habitants.

## Demografia

### Població
El 2007 la població de fet de La Marolle-en-Sologne era de 384 persones. Hi havia 156 famílies, de les quals 48 eren unipersonals (24 homes vivint sols i 24 dones vivint soles), 56 parelles sense fills, 48 parelles amb fills i 4 famílies monoparentals amb fills.
La població ha evolucionat segons el següent gràfic:
Habitants censats

### Habitatges
El 2007 hi havia 232 habitatges, 163 eren l'habitatge principal de la família, 47 eren segones residències i 22 estaven desocupats. 228 eren cases i 4 eren apartaments. Dels 163 habitatges principals, 124 estaven ocupats pels seus propietaris, 36 estaven llogats i ocupats pels llogaters i 3 estaven cedits a títol gratuït; 2 tenien una cambra, 10 en tenien dues, 35 en tenien tres, 52 en tenien quatre i 64 en tenien cinc o més. 116 habitatges disposaven pel capbaix d'una plaça de pàrquing. A 86 habitatges hi havia un automòbil i a 60 n'hi havia dos o més.

### Piràmide de població
La piràmide de població per edats i sexe el 2009 era:
| Homes | Edats   | Dones |
| ----- | ------- | ----- |
| 0     | 95 o +  | 0     |
| 8     | 90 a 94 | 0     |
| 8     | 85 a 89 | 20    |
| 4     | 80 a 84 | 4     |
| 20    | 75 a 79 | 24    |
| 16    | 70 a 74 | 24    |
| 12    | 65 a 69 | 20    |
| 8     | 60 a 64 | 8     |
| 12    | 55 a 59 | 12    |
| 12    | 50 a 54 | 12    |
| 4     | 45 a 49 | 8     |
| 0     | 40 a 44 | 12    |
| 20    | 35 a 39 | 4     |
| 4     | 30 a 34 | 4     |
| 8     | 25 a 29 | 8     |
| 0     | 20 a 24 | 0     |
| 12    | 15 a 19 | 4     |
| 4     | 10 a 14 | 16    |
| 0     | 5 a 9   | 8     |
| 4     | 0 a 4   | 4     |

## Economia
El 2007 la població en edat de treballar era de 206 persones, 160 eren actives i 46 eren inactives. De les 160 persones actives 152 estaven ocupades (82 homes i 70 dones) i 8 estaven aturades (5 homes i 3 dones). De les 46 persones inactives 17 estaven jubilades, 8 estaven estudiant i 21 estaven classificades com a «altres inactius».

### Ingressos
El 2009 a La Marolle-en-Sologne hi havia 169 unitats fiscals que integraven 379 persones, la mediana anual d'ingressos fiscals per persona era de 17.677 €.

### Activitats econòmiques
Dels 22 establiments que hi havia el 2007, 2 eren d'empreses de fabricació d'altres productes industrials, 4 d'empreses de construcció, 5 d'empreses de comerç i reparació d'automòbils, 1 d'una empresa de transport, 2 d'empreses d'hostatgeria i restauració, 2 d'empreses immobiliàries, 3 d'empreses de serveis, 2 d'entitats de l'administració pública i 1 d'una empresa classificada com a «altres activitats de serveis».
Dels 4 establiments de servei als particulars que hi havia el 2009, 1 era un taller de reparació d'automòbils i de material agrícola, 1 paleta, 1 fusteria i 1 agència immobiliària.
L'únic establiment comercial que hi havia el 2009 era una botiga de més de 120 m².
L'any 2000 a La Marolle-en-Sologne hi havia 11 explotacions agrícoles que ocupaven un total de 672 hectàrees.

## Equipaments sanitaris i escolars
El 2009 hi havia una escola elemental integrada dins d'un grup escolar amb les comunes properes formant una escola dispersa.

## Poblacions més properes
El següent diagrama mostra les poblacions més properes.